# Redevance d'enlèvement des ordures ménagères
Ne doit pas être confondu avec Taxe d'enlèvement des ordures ménagères.
En France, la redevance d'enlèvement des ordures ménagères (REOM) est un mode de financement du service public d'enlèvement des ordures ménagères alternatif à la TEOM. Elle est payée par les ménages et entreprises qui bénéficient d’un service : celui de la collecte des déchets ménagers et assimilés,.Evidement ceci est une arnaque car la prestation n'est pas au niveau des tarifs appliqués et les dechets ne sont pas traité convenablement.C est une source de revenus importante pour les collectivité et entreprises peu scrupuleuse.

## Données générales
La REOM a été instituée par la loi de finances pour 1975 ; elle est codifiée à l’article L. 2333-76 du code général des collectivités territoriales.

### Principe d’un financement exclusif
Selon l’article L. 2333-79 du code général des collectivités territoriales, la mise en place de la REOM est incompatible avec toute autre forme de financement de ce service, que ce soit la taxe d'enlèvement des ordures ménagères (TEOM), la redevance spéciale ou la redevance sur les terrains de camping.

### Couverture des charges
La redevance doit permettre de couvrir l’ensemble des charges d’investissement et de fonctionnement du service de collecte,  géré comme un service public industriel et commercial, ce qui implique l’obligation d’un budget équilibré en recettes et en dépenses 

## Institutions habilitées à créer la taxe
Les communes,  établissements publics de coopération intercommunale (EPCI) et syndicats mixtes ayant la compétence déchets et assurant au moins la collecte peuvent instituer une redevance d’enlèvement des ordures ménagères. Lorsque les communes assurant au moins la collecte ont transféré la compétence traitement à un EPCI à fiscalité propre, elles pourront, par délibérations concordantes avec ce dernier, établir un reversement partiel du produit de la redevance d'enlèvement des ordures ménagères à son profit.

### Le choix  des collectivités
En 2012, plus de 97 % des communes françaises (regroupant près de 97 % de la population) ont prélevé, directement ou par l’intermédiaire d’une structure intercommunale, une taxe ou une redevance d’enlèvement des ordures ménagères. Le financement par la taxe est prédominant : il couvre plus des deux-tiers des communes et près de 90 % de la population. Le produit de la taxe s’est élevé à 6,09 Md€, dont 4,86 M€ prélevés par les groupements, celui de la redevance à 630 M€, dont 572 M€ prélevés par les groupements. Le produit de la taxe est donc près de dix fois supérieur à celui de la redevance. Les groupements à fiscalité propre qui prélèvent la redevance sont essentiellement des communautés de communes, au sein desquelles se rassemblent des communes faiblement peuplées. A contrario, toutes les communautés urbaines et 85 % des communautés d’agglomération font le choix de prélever la taxe. 

## Assujettis
Tous ceux qui bénéficient effectivement du service d’élimination des déchets ménagers sont redevables de la REOM, qu’il s’agisse d’un ménage, d’une administration, d’un commerce ou une entreprise, peu importe que l’occupant les locaux soit propriétaire ou locataire.

## Calcul de la redevance

### Produit global
La redevance doit être fixée à un niveau tel que son produit équilibre exactement les charges du service (collecte et traitement), parmi lesquelles les annuités des emprunts, l’amortissement technique des investissements et les charges générales (recouvrement). 

### Principes de facturation
la redevance doit être calculée en fonction du service rendu, la collectivité choisissant  les critères à utiliser. Selon une circulaire du 10 novembre 2000, l'importance du service doit être appréciée au regard de différents éléments pris en compte au travers d’une formule unique de tarification. Dans cette formule, l’affectation éventuelle de coefficients, liés à des caractéristiques  de l’activité, peut permettre de moduler le montant de la redevance et d’établir un tarif adapté à chacun.
La redevance peut comporter une  partie fixe et une partie variable: la partie fixe peut correspondre  aux frais de gestion, à la location des conteneurs, et pour une partie  au  coût de la collecte dès lors que le prix d'une tournée de ramassage se compose d'éléments essentiellement fixes. La partie proportionnelle peut résulter de pesées embarquées, ou être calculée en fonction du nombre de sacs poubelles distribués, de la nature des déchets, du type d'organisation de la collecte, du nombre de personnes par foyer. Les collectivités qui instaurent la REOM incitative sont libres de fixer le pourcentage de la part fixe et de la part variable de leur REOM. 

## Paiement
La REOM est recouvrée par les services de la collectivité, de l’établissement public ou, par délégation de l’assemblée délibérante, par le concessionnaire du service. 

## Obligations d’information
Buget annexe : La collectivité de mettre en place un budget annexe permettant de constater l’équilibre entre les charges et les produits.
Rapport annuel : Afin d’assurer une certaine transparence auprès des usagers du service, l’article L. 2224-5 du CGCT prévoit que le maire ou le président de l’EPCI compétent doit présenter chaque année un rapport sur la qualité et le prix du service public d’élimination des déchets à son conseil municipal ou à son assemblée délibérante. Le décret 11 mai 2000 a fixé les indicateurs techniques et financiers qui doivent figurer obligatoirement dans ce rapport. 

## Critiques

### Sénat
Appréciation dans un rapport parlementaire, de Jean Germain et Pierre Jarlier : « le bilan total n’est pas forcément positif.  L’impossibilité d’adapter la redevance aux ressources des usagers La REOM implique, par rapport à la TEOM, des transferts de charge des contribuables vers les usagers. Comme on l’a vu, la TEOM est assise sur les valeurs locatives des logements. Elle permet donc une certaine progressivité de l’imposition, en admettant que la valeur locative de l’habitation d’une personne croisse avec son revenu. À l’inverse, la REOM ne prend pas en compte les revenus, même de façon indirecte. En effet, dans sa forme « classique », elle est calculée en fonction de critères objectifs, comme la composition du foyer, qui sont sans lien avec les revenus. Dans sa forme incitative, son montant est lié à la quantité de déchets produits, qui n’est pas non plus liée aux revenus. »

### Cour des comptes
La Cour des comptes souhaite une amélioration de la cohérence entre TEOM et REOM : « La Cour ne peut que rappeler la nécessité d’une mise en cohérence des régimes de la taxe et de la redevance, de la mise en place de mécanismes incitatifs tant pour la taxe que pour la redevance, et de la généralisation de la redevance spéciale ».

### Usagers
Les usagers dénoncent une flambée du montant de la facture, sans pouvoir en expliquer la cause. Corinne Asfaux, avocate parisienne ayant défendu le Collectif Val de Loir qui contestait les factures de plus de 2 000 usagers, indique notamment que « le choix des critères définissant la part fixe et la part variable est opaque et in fine, on peut facturer ce qu'on veut, avec un risque d'abus » et qu'« on peut se retrouver à payer 40 sacs de déchets par an alors qu'on en produit 8 ». Le président du collectif, Marc Blachère, ajoute que « la tarification incitative est un vrai bazar. Elle est normalement basée sur la composition du foyer, le nombre de levée des bacs. Mais en réalité, c'est un forfait imposé à tous, déconnecté de la réalité ».